# جيرالد تاكر
جيرالد تاكر (بالإنجليزية: Gerald Tucker) مواليد 14 مارس 1922 - الوفاة 21 مايو 1979، كان مدرب كرة سلة أمريكي ولاعب. بلغ طوله 6 قدم 6 بوصة (2.0 م). فاز بالميدالية الذهبية في الألعاب الأولمبية الصيفية 1956.

## الميداليات
| الميدالية | المسابقة                       |
| --------- | ------------------------------ |
| ذهبية     | الألعاب الأولمبية الصيفية 1956 |